# ヨツメモ目
ヨツメモ目（Tetrasporales）は、代表種としてヨツメモを含むような緑藻植物門緑藻綱の目の一つである。テトラスポラ目と言う場合もある。ほとんどの種は顕著な寒天質基質に覆われ、多くの種は定数群体性である。ヨツメモの名も細胞が4つずつ寄り添い合っているところから名づけられている。オオヒゲマワリ目やクラミドモナス目の種が活発に動くのに対し、不動性を特徴とする。また、クロロコックム目が栄養細胞の分裂を行わないのに対し、栄養細胞の2分裂を行う。
ヨツメモ目を設けない体系も多く、その場合はクラミドモナス目などの下にヨツメモ科などを置く。最新の遺伝子解析をもとにした分類体系でも、ヨツメモ類はオオヒゲマワリ目に含まれる。

## 下位分類
緑藻綱内部の従来の分類は不安定であり一意ではない。下記に一例を示す。
- ヨツメモ目　Tetrasporales
  - コッコミクサ科　Coccomyxaceae
    - コッコミクサ属　Coccomyxa
    - エラカトスリックス属　Elakatothrix
    - オウロコックス属　Ourococcus
    - ダクチロテーケ属　Dactylothece

  - ヨツメモ科　Tetrasporaceae
    - ヨツメモ属　Tetraspora
    - アピオキスティス属　Apiocystis
    - シゾクラミス属　Schizochlamys

  - パルメラ科　Palmellaceae
    - アステロコックス属　Asterococcus
    - グレオキスティス属　Gloeocystis
    - スフェロキスティス属　Sphaerocystis
    - パルメラ属　Palmella
    - パルモディクティオン属　Palmodictyon
    - アスケナシエラ属　Askenasyella